# Mönchsondheimer Straße 8 (Hellmitzheim)

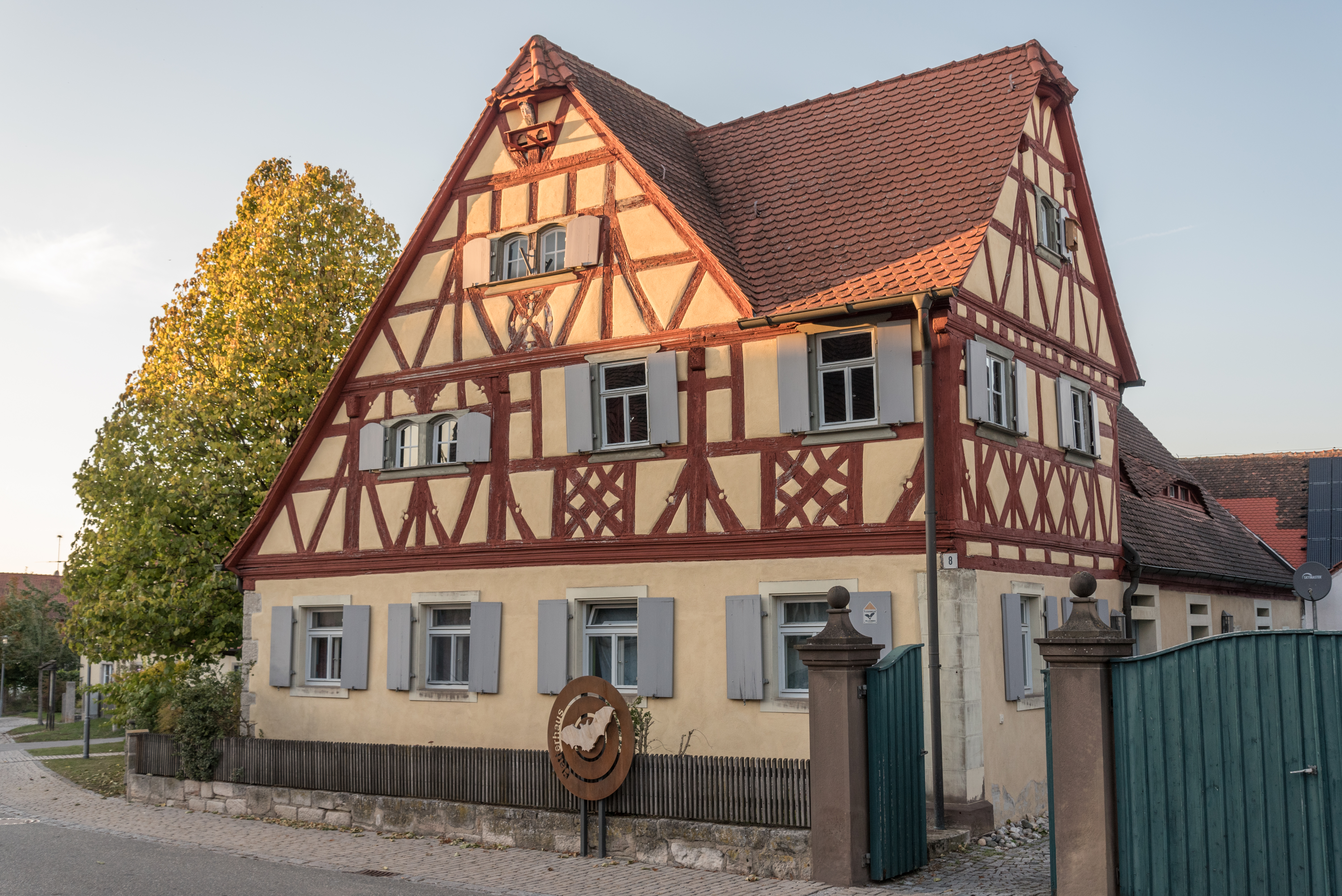
Das Haus Mönchsondheimer Straße 8

Das Haus Mönchsondheimer Straße 8 (auch Flatterhaus; früher Hausnummer 85) ist ein denkmalgeschütztes Gebäude im Iphöfer Gemeindeteil Hellmitzheim im unterfränkischen Landkreis Kitzingen.

## Geschichte
Das Haus Mönchsondheimer Straße 8 wurde bei Untersuchungen in den 1990er Jahren dendrochronologisch auf die Zeit um 1591 datiert. Es soll als repräsentatives Amts- und Wohnhaus vom Zentgrafen der Gemeinde errichtet worden sein, der sich aus der Familie von Rösch rekrutierte und im Auftrag der Grafen zu Limpurg-Speckfeld Recht sprach. Hierzu ließ er das Haus mit reichen Schmuckformen der Renaissance verzieren. Unter anderem brachte man einen Richterkopf am Gebäude an, der alles, was im Dorf passierte, überblicken konnte.
Das Haus im Ortskern war 1945 eines der wenigen Altbauten, die den Angriff der Amerikaner überstand und ist heute das älteste, erhaltene Haus in Hellmitzheim. Ab den 1960er Jahren war das Haus allerdings dem Verfall preisgegeben. In den 1980er Jahren plante das Freilandmuseum Bad Windsheim das Haus in seine Sammlung aufzunehmen. Erst eine Bürgerversammlung im Jahr 1987 rettete das Haus vor der Translozierung. So gründete sich ein Förderverein, der die Renovierung des Hauses vorantrieb. Es entstand als Bürgerhaus des Gemeindeteils Hellmitzheim bis 1995 neu.
Seit den 2010er Jahren wurde in einigen Zimmern des Anwesens außerdem das sogenannte Flatterhaus des LBV Unterfranken untergebracht. Eine kleine museale Ausstellung mit Mitmachelementen erläutert den Lebensraum verschiedener Fledermausarten, die in den Fachwerkhäusern des Steigerwaldvorlandes weit verbreitet sind (u. a. Fauna-Flora-Habitat Mausohrkolonien im Steigerwaldvorland). Das Haus Mönchsondheimer Straße 8 wird vom Bayerischen Landesamt für Denkmalpflege als Baudenkmal geführt.

## Beschreibung
Das Haus Mönchsondheimer Straße 8 präsentiert sich als eingeschossiger Satteldachbau mit Fachwerkobergeschoss. Es handelt sich um ein Wohnstallhaus, das giebelständig in Richtung des zentralen Platzes in Hellmitzheim ausgerichtet wurde. Charakteristisch ist der angebaute Schopfwalm. Das rechts anschließende Zwerchhaus weist zwei Geschosse auf. Die einzelnen Bauteile entstanden zu ganz anderen Zeiten. Der Kern des Baus geht auf das Jahr 1591 (d) zurück. Das Zierfachwerk entstammt dagegen dem 17. Jahrhundert. Der Anbau geht auf die Zeit um 1830 zurück.
Markantes Merkmal des Hauses ist das vielgestaltige Zierfachwerk des 17. Jahrhunderts. Die größte Besonderheit stellt der unter der abgewalmten Dachspitze angebrachte Kopf eines bärtigen Mannes dar, der mit dem Richter Rösch in Verbindung gebracht wurde. Im Inneren ist die Originalausstattung aus der deutschen Renaissance noch fast vollständig vorhanden. Der gewachsene Gipssteinboden im Erdgeschoss und der aus dem massiven Stein geschlagene Gewölbekeller sind ebenfalls noch erhalten.